# Augustus River
Der Augustus River (dt.: 'August-Fluss') ist ein Fluss im Südwesten des australischen Bundesstaates Western Australia.

## Geografie
Der Fluss entspringt an den Südhängen der Darling Range. Von dort fließt er nach Nordwesten, wo er in den Brunswick River mündet.

## Geschichte
Der Fluss wurde 1830 von Gouverneur James Stirling nach Ernst August I., König von Hannover und Fürst von Braunschweig-Lüneburg, benannt. Der König war 1813 Passagier der HMS Brazen, auf der Stirling Kapitän war.
Die anderen Namen und Titel des Königs wurden zum Teil in weiteren Flüssen in der Region verarbeitet, so dem Brunswick River (dt.: 'Braunschweig-Fluss'), dem Ernest River (dt. 'Ernst-Fluss') und dem Lunenburgh River (dt.: 'Lüneburg-Fluss').